# Новата левица: антииндустриалната революция
„Новото ляво: антииндустриалната революция“ (на английски: The New Left: Anti-Industrial Revolution) е сборник с есета на Айн Ранд. По-голяма част от есетата излизат първоначално в The Objectivist. Публикуван е през 1971 г. В преработеното издание от 1975 г. е добавено есето „Епохата на завистта“. То опитва да докаже, че религията и сходните на нея сили възпрепятстват развитието на човечеството.
През 1999 г. излиза разширено издание, озаглавено „Завръщане към примитивното: Антииндустриалната революция“. Книгата е под редакцията на Питър Шварц. Добавени са ново въведение на Шварц, две нови есета на Ранд („Расизъм“, включено в „Добродетелта на егоизма“, и „Глобална балканизация“ – в „Гласът на разума“) и три на Шварц („Родово-племенна общност“, „Философия на лишението“ и „Мултикултурен нихилизъм“).